# توراكو أحمر العرف
توراكو أحمر العرف (الاسم العلمي: Tauraco erythrolophus) (بالإنجليزية: Red-crested Turaco)‏ هو نوع من الطيور يتبع جنس التوراكو من فصيلة آكلات الموز.

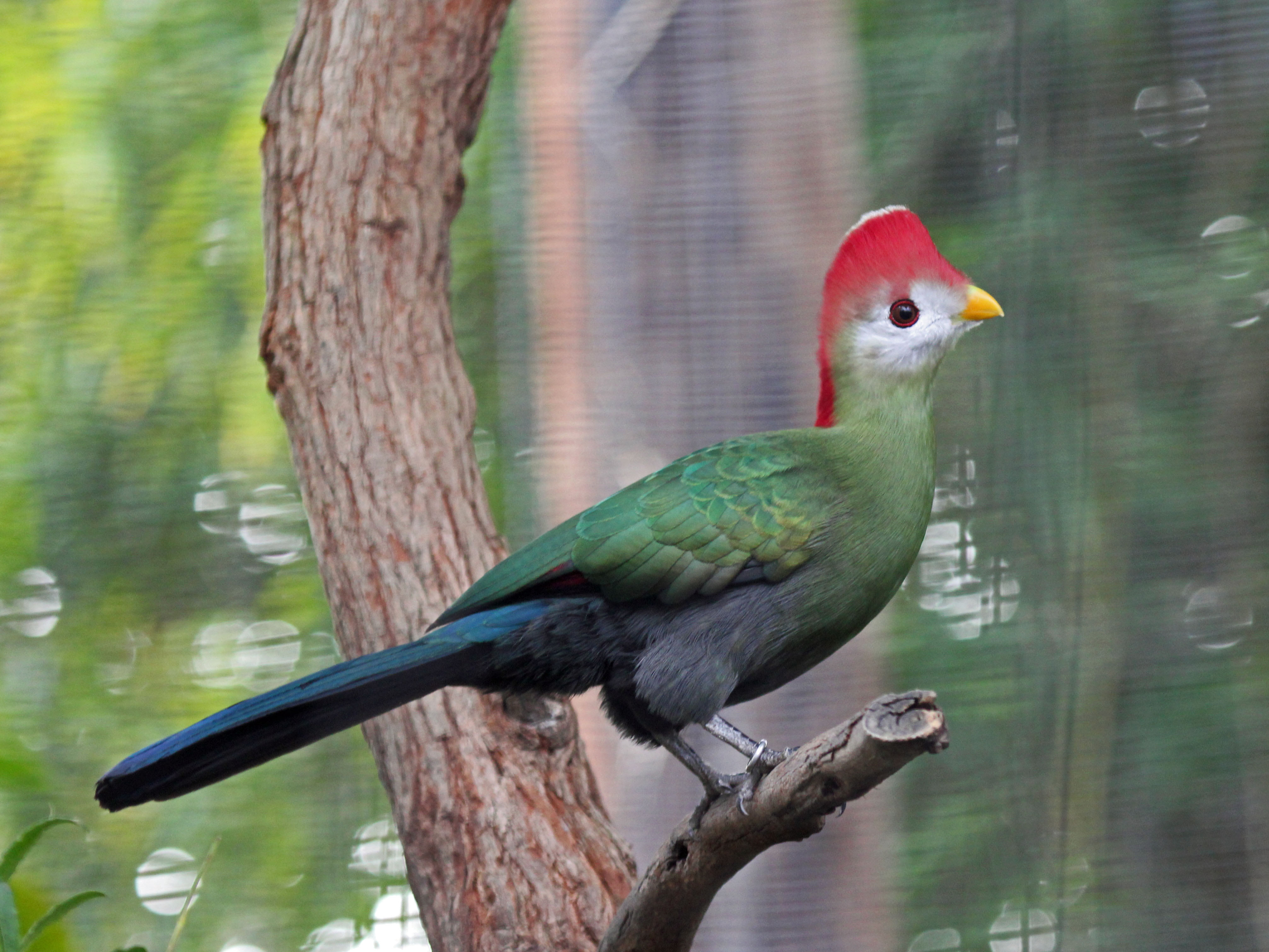
At حديقة حيوانات سان دييغو، الولايات المتحدة
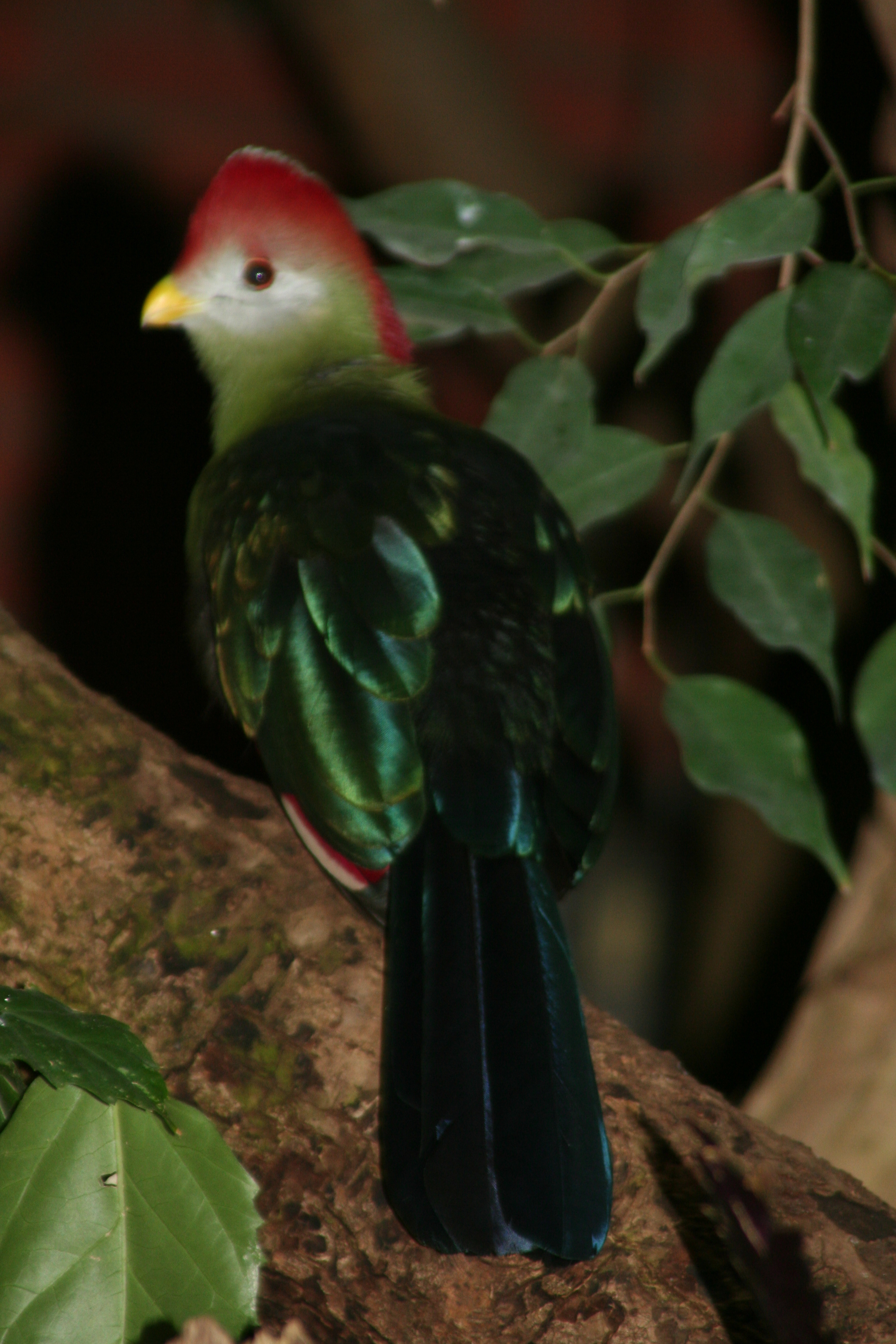
At Weltvogelpark Walsrode، ألمانيا
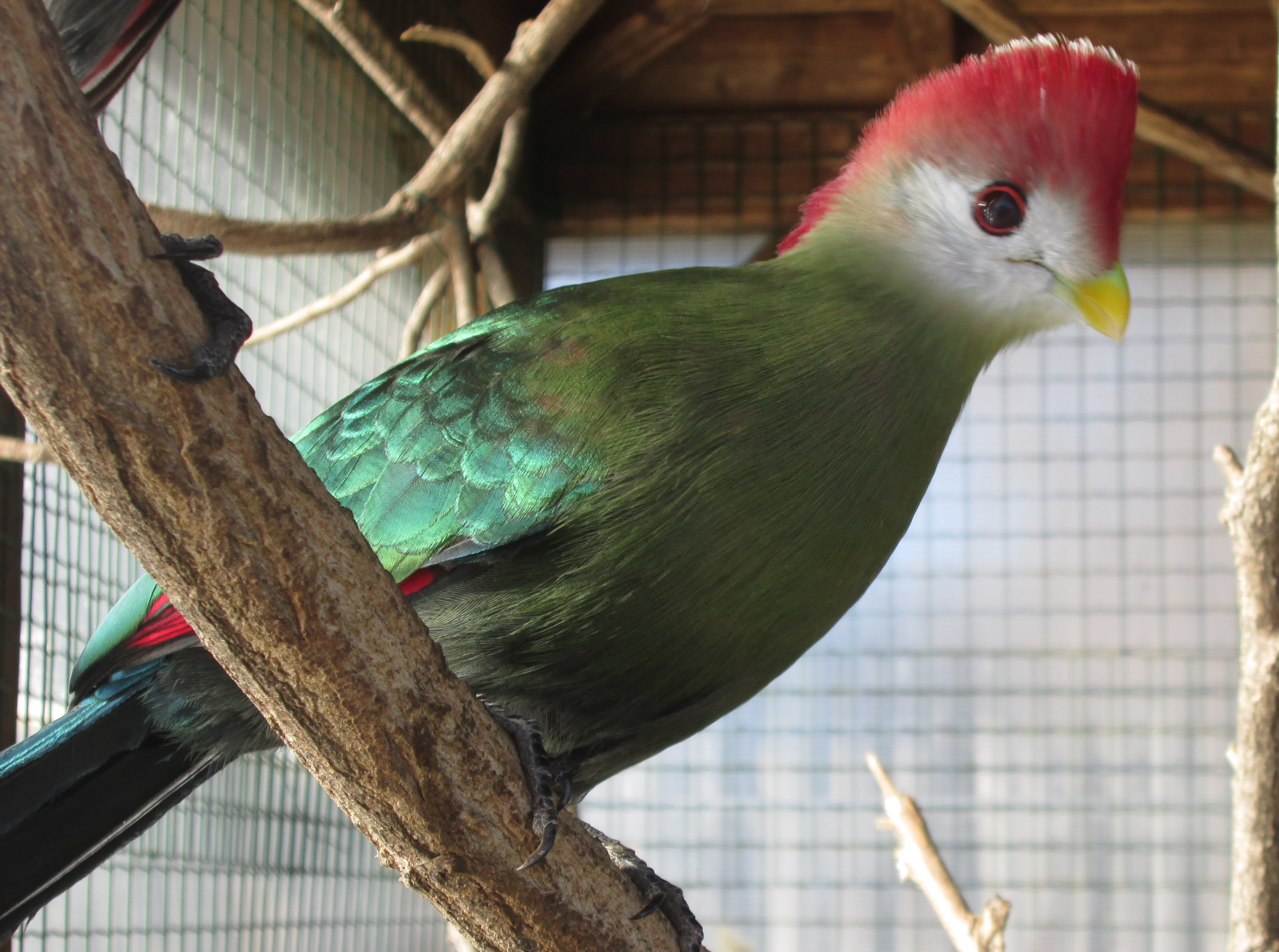
At حديقة سفاري بمبيا، إيطاليا